# آدم و حوا (نمایش)

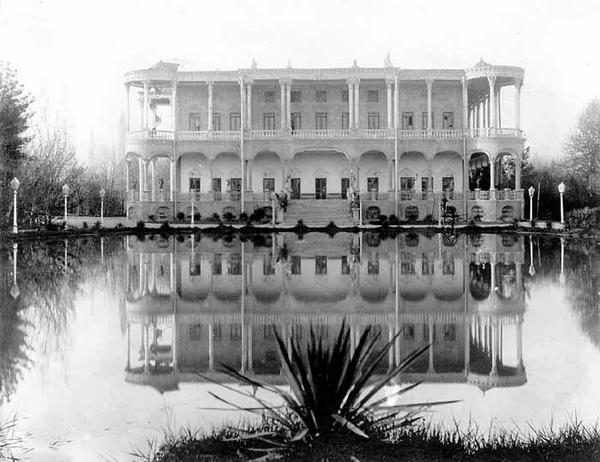
پارک اتابک، محل اجرای نمایش

نمایش آدم و حوا یا سیب و آدم و حوا در بهشت (۱۳۰۲) نخستین تئاتر زنان در ایران بود که محوریت آن آزادی زنان بود. جمعیت نسوان وطنخواه با کمک میرزاده عشقی نمایش‌نامه آن را آماده کرده و با حمایت فعالانهٔ افراد سرشناسی همچون وثوق‌الدوله، یحیی دولت‌آبادی و ادیب‌السلطنه سرداری در پارک اتابک اجرا کرد. پنج هزار زن از جمله برخی از زنان اروپایی به تماشای آن آمدند و چهارصد تومان جمع شد ولی بعداً به دلیل مخالفت شدید روحانیان تهران اجرای آن ممنوع شد. نسوان وطنخواه با اجرای این برنامه و درآمد حاصل از فروش بلیط آن مخارج کلاس‌های اکابر برای زنان را تأمین کرد.
نمایش که برای ۲۴ اردیبهشت ۱۳۰۲* برنامه‌ریزی شده بود بعد از دریافت پیغامی تهدیدآمیز مبنی بر خلع رئیس نظمیه در صورت اجرای نمایش، به دستور پلیس توقیف شد. این پیغام را واعظی پرطرفدار به نام میرزا عبدالله واعظ برای سرتیپ محمد درگاهی که رئیس پلیس قدرتمندی بود فرستاد. در پیغام آمده بود «اگر امشب نمایش را به هم نزنید فردا رئیس نخواهید بود». دو روز بعد نیز پس از پخش شایعه‌ای توسط روحانیان مبنی بر اینکه قرار است زنان بی‌حجاب تجمع کنند، گروهی از اوباش خانهٔ نورالهدی منگنه را که قرار بود نمایش آنجا اجرا شود غارت کردند.